# Paul Williams (Songwriter)

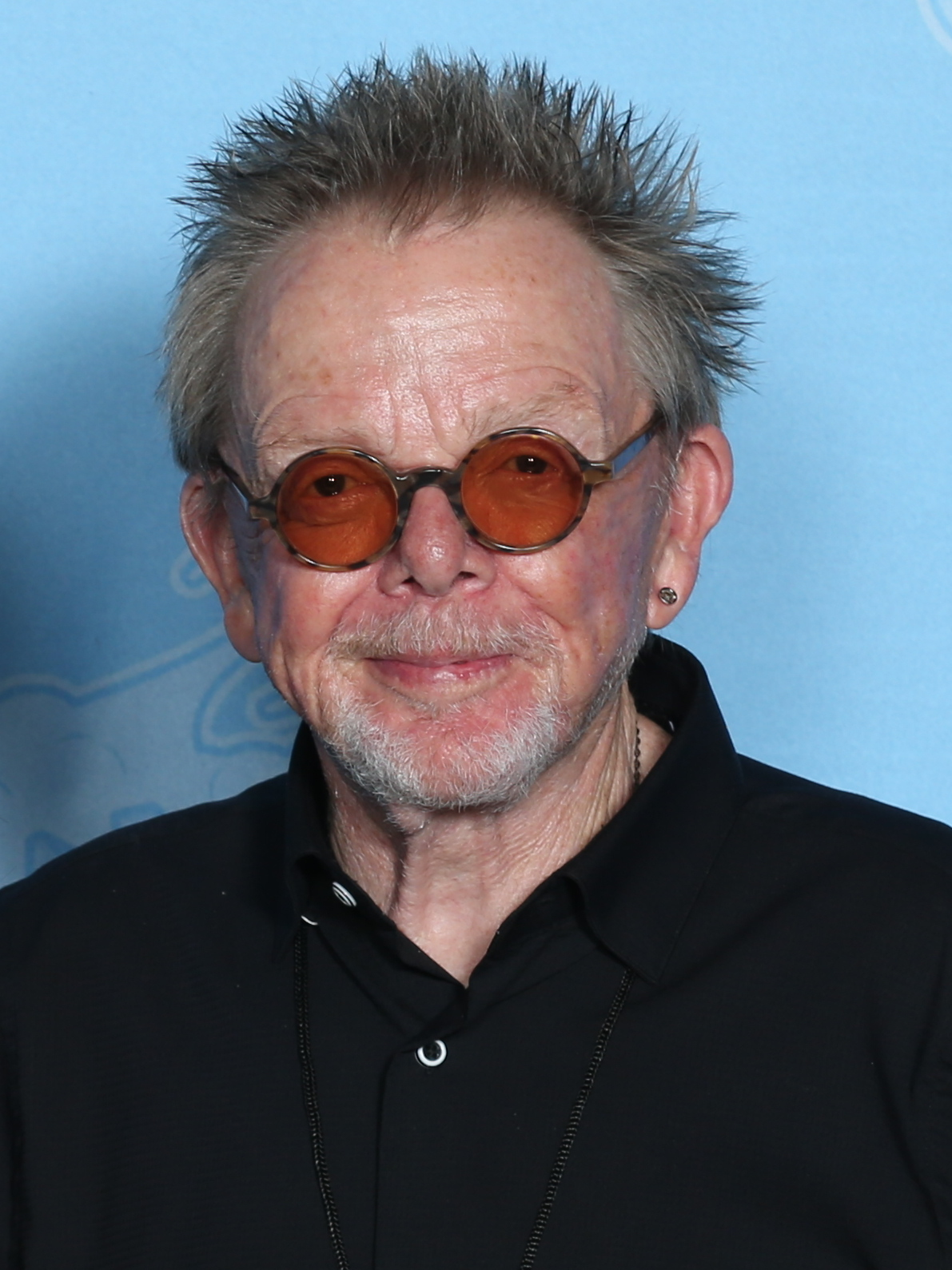
Paul Williams (2022)

Paul Hamilton Williams, Jr. (* 19. September 1940 in Omaha, Nebraska) ist ein US-amerikanischer Komponist, Musiker, Sänger, Songwriter und Schauspieler. Bekannt ist er aus den 1970er Jahren, in denen er zeitlose Lieder komponierte bzw. mitkomponierte beispielsweise für Three Dog Night An Old Fashioned Love Song, für Helen Reddy You and Me Against the World, für David Bowie Fill Your Heart oder für die Carpenters We’ve Only Just Begun und Rainy Days and Mondays.

## Leben
Paul Williams hat in seiner Karriere 1977 den Academy Award (Oscar), den Golden Globe sowie den Grammy gewonnen (nochmals 1980). 2001 wurde er in die amerikanische Songwriter’s Hall of Fame aufgenommen und fungiert seit 2009 als Präsident der American Society of Composers, Authors and Publishers (ASCAP).

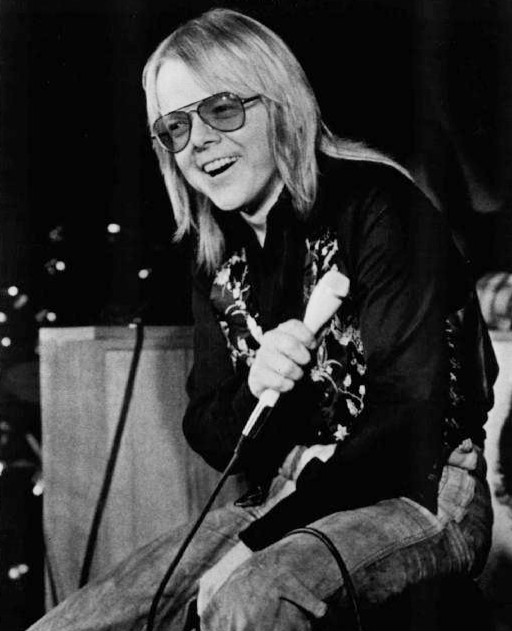
Paul Williams (1974)

Am bekanntesten sind Paul Williams’ Kompositionen aus den Filmen Die Letzten beißen die Hunde (Where Do I Go From Here), A Star Is Born (Evergreen (Love Theme from A Star Is Born)), The Muppet Movie (The Rainbow Connection) und The Secret of N.I.M.H (Flying Dreams – von Williams gesungen, komponiert von Jerry Goldsmith). Neben Filmauftritten in The Muppet Movie und als Little Enos im Burt-Reynolds-Blockbuster Ein ausgekochtes Schlitzohr war Williams in diversen Fernsehserien wie Hawaii Five-O, The Love Boat oder Star Trek: Voyager als Gaststar zu sehen.
Für Daft Punk hat Williams als Co-Autor zweier Stücke für das 2013 erschienene Album Random Access Memories mitgewirkt, auf dem er auch den Titel Touch singt.
Paul Williams war ab 1971 mit Kate Clinton verheiratet. Mit ihr hat er zwei Kinder. 1993 heiratete er Hilda Keenan Wynn, Tochter von Keenan Wynn. 2005 heiratete Paul Williams seine Frau Mariana.
Williams’ Sohn Cole (* 1981) ist ebenfalls Schauspieler. Sein Bruder, Mentor Williams, ist wie Paul als Songwriter tätig.

## Filmografie (Auswahl)
Als Darsteller
- 1965: Tod in Hollywood (The Loved One)
- 1966: Ein Mann wird gejagt (The Chase)
- 1973: Die Schlacht um den Planet der Affen (Battle for the Planet of the Apes)
- 1974: Männerwirtschaft (The Odd Couple, Fernsehserie, eine Folge)
- 1974: Das Phantom im Paradies (Phantom of the Paradise)
- 1977: Ein ausgekochtes Schlitzohr (Smokey and the Bandit)
- 1978: Der Schmalspurschnüffler (The Cheap Detective)
- 1978, 1982: Love Boat (The Love Boat, Fernsehserie, zwei Folgen)
- 1979: Hawaii Fünf-Null (Hawaii Five-O, Fernsehserie, eine Folge)
- 1979: Zwei retten die Welt (The Wild Wild West Revisited, Fernsehfilm)
- 1979: Muppet Movie (The Muppet Movie)
- 1979: Stone Cold Dead
- 1980: Das ausgekochte Schlitzohr ist wieder auf Achse (Smokey and the Bandit II)
- 1980–1983: Fantasy Island (Fernsehserie, drei Folgen)
- 1981: Ein Colt für alle Fälle (The Fall Guy, Fernsehserie, Pilotfolge)
- 1983: Das ausgekochte Schlitzohr III (Smokey and the Bandit Part 3)
- 1989: Old Gringo
- 1991: The Doors
- 1993: Hart aber herzlich: Die Rückkehr (Hart to Hart Returns, Fernsehfilm)
- 1994: Hart aber herzlich: Alte Freunde sterben nie (Hart to Hart: Old Friends Never Die, Fernsehfilm)
- 1995: Babylon 5 (Fernsehserie, eine Folge)
- 1995: Walker, Texas Ranger (Fernsehserie, eine Folge)
- 1998: Reich und Schön (The Bold and the Beautiful, Fernsehserie, 33 Folgen)
- 2000: Star Trek: Raumschiff Voyager (Fernsehserie, eine Folge)
- 2002: Die Regeln des Spiels (The Rules of Attraction)
- 2004: Plötzlich Prinzessin 2 (The Princess Diaries 2: Royal Engagement)
- 2007: Georgias Gesetz (Georgia Rule)
- 2008: Die Muppets – Briefe an den Weihnachtsmann (A Muppets Christmas: Letters to Santa, Fernsehfilm)
- 2014: Community (Fernsehserie, eine Folge)
- 2016–2021: Goliath (Fernsehserie)
- 2017: Baby Driver

Als Komponist
- 1973: Zapfenstreich (Cinderella Liberty)
- 1974: Das Phantom im Paradies (Phantom of the Paradise)
- 1976: Bugsy Malone
- 1976: A Star Is Born (Lied: Evergreen)
- 1976: Lifeguard (Lied: Time and Tide)
- 1976: Die Muppet Show (Fernsehserie, eine Folge)
- 1977: One on One
- 1977: Emmet Otter’s Jug-Band Christmas
- 1978: Nobody Is Perfect (The End)
- 1979: Muppet Movie (The Muppet Movie, Lied: The Rainbow Connection)
- 1982: Mrs. Brisby und das Geheimnis von NIMH (The Secret of N.I.M.H, Lied: Flying Dreams)
- 1987: Ishtar
- 1992: Die Muppets-Weihnachtsgeschichte (The Muppet Christmas Carol)
- 2008: Die Muppets – Briefe an den Weihnachtsmann (A Muppets Christmas: Letters to Santa, Fernsehfilm)
- 2014: Manolo und das Buch des Lebens (The Book of Life)

## Auszeichnungen (Auswahl)
Oscar
Gewonnen:
- 1977: Bester Song für Evergreen (Love Theme from A Star Is Born) aus A Star Is Born (gemeinsam mit Barbra Streisand)

Nominiert:
- 1974: Beste Filmmusik für Zapfenstreich (gemeinsam mit John Williams)
- 1975: Beste Filmmusik für Das Phantom im Paradies (gemeinsam mit George Aliceson Tipton)
- 1977: Beste Filmmusik für Bugsy Malone

Golden Globe
Gewonnen:
- 1977: Bester Filmsong für Evergreen aus A Star Is Born (gemeinsam mit Barbra Streisand)

Nominiert:
- 1976: Bester Filmsong für Bugsy Malone aus Bugsy Malone
- 1980: Bester Filmsong für The Rainbow Connection aus Muppet Movie
- 1975: Beste Filmmusik für Das Phantom im Paradies

Grammy
Gewonnen:
- 1980: Best Recording for Children für Muppet Movie

Nominiert:
- 1979: Bestes Album für Apocalypse Now
- 1978: Bestes Album für A Star Is Born